# 2007 DA61
2007 DA61 est un petit objet d'environ 4 km de diamètre, dont l'orbite très excentrique l'amène dans les régions internes du Système solaire, à l'inverse c'est un poséidocroiseur.